# Vladimir Beara
Vladimir Beara, född 2 november 1928 i Zelovo nära Sinj i Kungariket Jugoslavien, död 11 augusti 2014 i Split i Kroatien, var en serbisk fotbollsmålvakt och fotbollstränare. Han spelade bland annat 308 matcher för Hajduk Split 1946–1955 där han vann jugoslaviska ligan 1950, 1952 och 1954/55.
Efter sin tredje ligatitel gjorde Beara 1955 en plötslig övergång till konkurrenten Röda Stjärnan. Med den nya klubben vann han ligan 1956, 1957, 1959, 1960 och jugoslaviska cupen 1958 och 1959. Serben avslutade sedan sin karriär som spelare i tyska Alemannia Aachen (1960–1962) och Viktoria Köln (1963–1964). 
Beara spelade sammanlagt 59 matcher för jugoslaviska landslaget under åren 1950–1959 med en silvermedalj i olympiska sommarspelen 1952 som största merit. Beara deltog även i VM 1950, 1954 och 1958.
1967 hade Beara avslutat sin utbildning i Köln och påbörjade sin karriär som fotbollstränare.

### Fotnoter
1. 1 2  Kroatiska statstelevisionen (kroatiska)